# Grafschaft Neuenahr

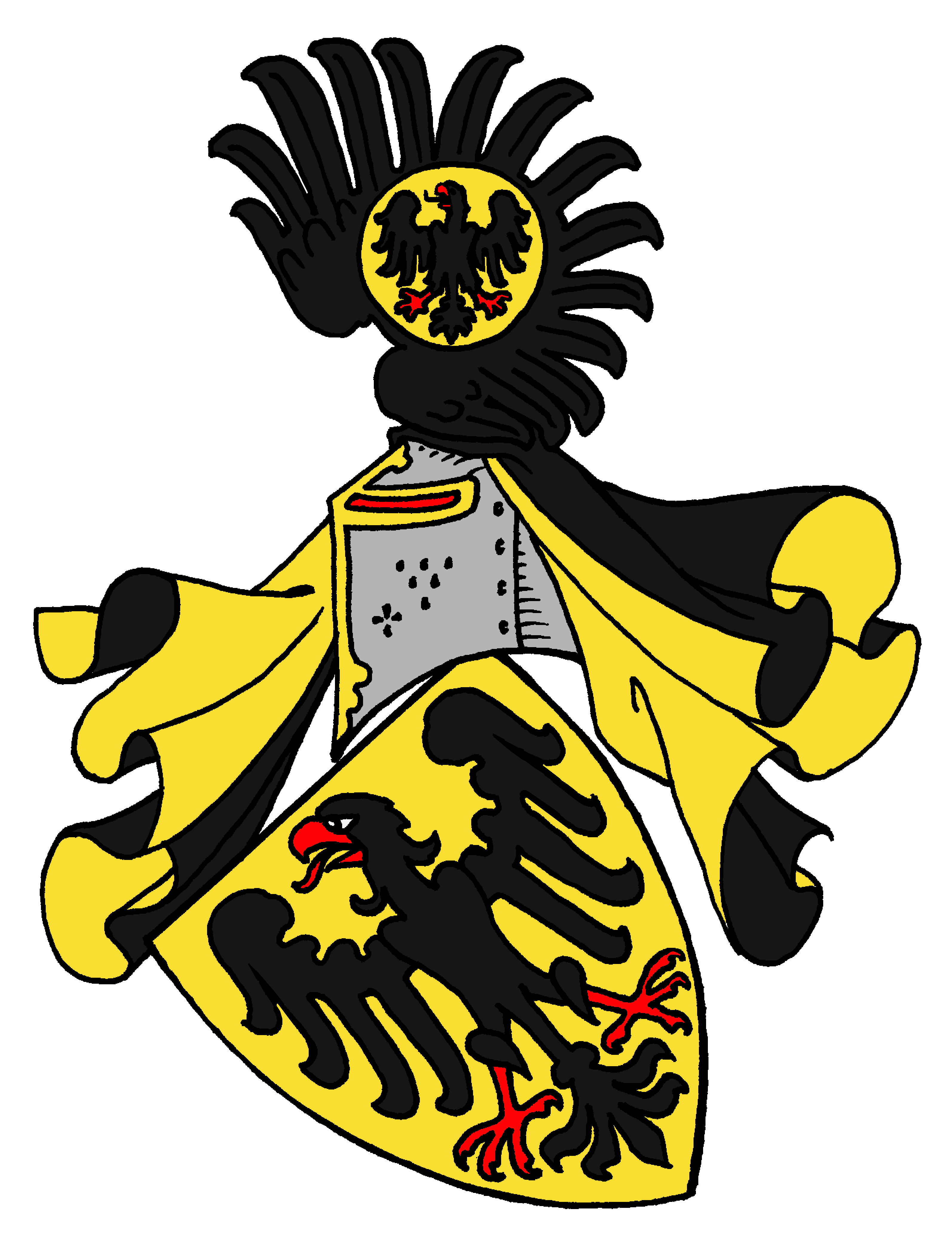
Wappen der Grafen von Neuenahr

Die Grafschaft Neuenahr war eine Grafschaft um die Burg Neuenahr im Ahrtal.
Zu ihr gehörten im Mittelalter die heutigen Stadtteile von Bad Neuenahr-Ahrweiler: Wadenheim, Hemmessen und Beul sowie Ramersbach.
Weiterhin gehörten die meisten Dörfer der heutigen verbandsfreien Gemeinde Grafschaft zu der Grafschaft Neuenahr: Ringen, Beller, Bölingen, Bengen, Karweiler, Leimersdorf, Oeverich, Niederich, Birresdorf, Holzweiler, Esch und bis 1382 Gelsdorf.
Nicht zu der mittelalterlichen Grafschaft Neuenahr gehörten drei Dörfer der heutigen verbandsfreien Gemeinde Grafschaft: Vettelhoven (Enklave der Vogtei Ahrweiler und daher zu Kurköln gehörig), Lantershofen (Kurkölnisches Lehen, später reichsunmittelbare Herrschaft) und Nierendorf (zur Reichsritterschaft Landskron).
Im Norden gehörten zusätzlich die Dörfer Fritzdorf, Ersdorf, Altendorf, Wormersdorf und Klein Altendorf sowie die Exklave Ramershoven mit Peppenhoven (bei Rheinbach) zu der historischen Grafschaft Neuenahr. Als Gemeinschaftseigentum (Kondominium) mit dem Reichsritter von Landskron besaß der Graf von Neuenahr Rechte an den Dörfern Gimmigen und Kirchdaun. Bis zu einem Territorialtausch 1659 gehörten Adendorf, Arzdorf, Eckendorf sowie Villip ebenfalls zur Grafschaft Neuenahr bzw. seit 1546 zu dem aus ihr hervorgegangenen jülichschen Amt Neuenahr.
Eine Exklave war das von Kurköln lehnrührige Merzenich bei Düren. Bis 1395 bemächtigten sich die Herzöge von Jülich des Dorfes.
Die Burg Neuenahr wurde um 1225 von den Grafen von Neuenahr erbaut, einem neuen Zweig der Familie Are-Hochstaden-Nürburg.
- 1221–1358 Landesherrschaft der Grafen von Neuenahr
- 1358–1425 Landesherrschaft der Grafen von Neuenahr-Saffenburg
- 1372 Zerstörung der Burg Neuenahr durch Ahrweiler Schützen und Kurkölner Truppen
- 1382–1546 unterstand die Grafschaft Kurköln.
- 1425–1546 Landesherrschaft der Grafen von Neuenahr-Saffenburg-Virneburg
- 1546–1609 Herzog von Jülich ist Graf von Neuenahr (Nach dem Aussterben der Linie Neuenahr-Saffenburg-Virneburg zog der direkte Lehnsherr, der Herzog von Jülich, das erledigte Lehen ein und setzte seine Ansprüche gegen das konkurrierende Kurköln durch.)
- 1614 mit dem Vertrag von Xanten infolge des Jülich-Klevischen Erbfolgestreits fällt die Grafschaft Neuenahr mit Jülich-Berg an das Herzogtum Pfalz-Neuburg
- 1685 Die Grafschaft Neuenahr gehört nach Übernahme der pfälzischen Kurwürde durch die Linie Pfalz-Neuburg bis 1797 zur Kurpfalz.

## Erbfolgestreitigkeiten 1358 bis 1382

Stammwappen derer von Neuenahr: ein schwarzer „Aar“ (Adler) auf goldenem Grund

Mit dem Tod Wilhelm III. 1358 starb die Linie Neuenahr im Mannesstamm aus. Seine Tochter Katharina von Neuenahr heiratete mit zwölf Jahren Johann von Saffenburg von der nahegelegenen Saffenburg.
Die weibliche Erbfolge war damals nur in Ausnahmefällen anerkannt, und so erhob Johann IV. von Rösberg, aus einer Seitenlinie derer von Neuenahr, ebenfalls Ansprüche auf die Grafschaft Neuenahr.
Die Erbstreitigkeiten zogen sich mehrere Jahrzehnte hin. Die Bewohner der Grafschaft Neuenahr, die bereits die Steuern (Zehnten) an Katharina von Neuenahr-Saffenburg, die auf der Saffenburg ihres Mannes residierte, gezahlt hatten, wurden mit Gewalt von Johann IV. von Rösberg, dem es gelungen war, sich auf der Burg Neuenahr festzusetzen, gezwungen, ihren Zehnt ihm gegenüber ein zweites Mal zu bezahlen. Johann IV. von Rösberg betätigte sich außerdem als Raubritter und Wegelagerer, indem er Ahrweiler Kaufleute, die ihre Waren Richtung Rhein transportierten, ausplünderte. Zusätzliche Einnahmen erschloss er sich durch Geiselnahme an Ahrweiler Kaufleuten, die er erst nach Lösegeldzahlung aus dem Burgverlies wieder entließ.
Die geschädigte Stadt Ahrweiler gehörte zu Kurköln, doch der mächtige Erzbischof von Köln mischte sich trotz offensichtlicher Interessen (die Grafschaft Neuenahr wäre das territoriale Verbindungsstück zwischen dem Hauptteil Kurkölns mit Drachenfelser Ländchen, Meckenheim und Rheinbach auf der nördlichen Seite und der großen Exklave Kurkölns um Ahrweiler, Altenahr und Nürburg auf der südlichen Seite) erst spät in die Streitigkeiten in der vergleichsweise kleinen Grafschaft an seinen Grenzen ein.
Doch kaum war der ebenfalls mächtige Rivale, das Herzogtum Jülich durch den Ersten Geldrischen Erbfolgekrieg von 1371 bis 1379 gebunden, entsandte der Erzbischof von Köln seine Truppen sowie die Bürgerschützen von Ahrweiler gegen Johann IV. von Rösberg. Nach vier Monaten Belagerung musste sich dieser in der Burg Neuenahr ergeben. Die Sieger zerstörten anschließend die Burg Neuenahr und der Erzbischof von Köln ließ sich von beiden streitenden Familienlinien zusichern, dass an dieser Stelle niemals mehr eine Burg (die wieder zum Raubritternest und zum Hindernis des Verkehrs nach Ahrweiler werden konnte) erbaut werden dürfte. Generationen später kamen die Nachfahren Johanns IV., unter ihnen Hermann von Neuenahr der Ältere, wieder zu hohem Ansehen.
Zwar wollte sich Kurköln diese Grafschaft Neuenahr gerne faktisch einverleiben, doch nach erfolgreicher Beendigung des Geldrischen Erbfolgekrieges mischte sich das Herzogtum Jülich wieder verstärkt ein. Als formaler Lehnsherr der Grafschaft mit ebenfalls eigenen Interessen (schließlich hatte Jülich zu dieser Zeit schon Rechte in dem Reichsgut um Sinzig und Remagen durch die deutschen Könige verliehen bekommen) hätte Jülich auch schon zu dieser Zeit das erledigte Lehen einziehen können, wie es dann 1546 unter anderen machtpolitischen Konstellationen möglich war.
Durch die Bindung im Herzogtum Geldern kam Jülich nun zu spät und konnte nur noch die volle Einverleibung der Grafschaft Neuenahr nach Kurköln verhindern. Jülich protestierte zusammen mit seinem eigenen formalen Oberlehensherrn Kurpfalz gegen die Einverleibung. 1382 einigte sich dann Kurköln mit der Linie Neuenahr-Saffenburg der Erbin Katharina über eine gemeinsame Herrschaft über die Grafschaft Neuenahr. So hatte Kurköln die Mitherrschaft über die Grafschaft Neuenahr von 1382 bis 1546.